# Världsmästerskapen i rodd 2022
Världsmästerskapen i rodd 2022 arrangerades mellan den 18 och 25 september 2022 i Račice i Tjeckien. Det var den 50:e upplagan av världsmästerskapen i rodd.

## Medaljörer

### Herrar
Icke olympisk klass
| Gren                     | Guld | Guld    | Silver | Silver  | Brons | Brons   |
| Singelsculler (M1x)      | Oliver Zeidler Tyskland | 6.48,67 | Melvin Twellaar Nederländerna | 6.50,12 | Graeme Thomas Storbritannien | 6.51,44 |
| Dubbelsculler (M2x)      | Frankrike Hugo Boucheron Matthieu Androdias | 6.09,34 | Spanien Aleix García Rodrigo Conde | 6.10,52 | Australien David Bartholot Caleb Antill                                                                                                   | 6.11,92 |
| Scullerfyra (M4x)        | Polen Dominik Czaja Mateusz Biskup Mirosław Ziętarski Fabian Barański                                                                              | 5.40,08 | Storbritannien Harry Leask George Bourne Matthew Haywood Tom Barras                                                                                           | 5.40,97 | Italien Nicolò Carucci Andrea Panizza Luca Chiumento Giacomo Gentili                                                                      | 5.42,14 |
| Tvåa utan styrman (M2−)  | Rumänien Marius Cozmiuc Sergiu Bejan | 6.28,06 | Spanien Jaime Canalejo Javier García | 6.29,27 | Storbritannien Oliver Wynne-Griffith Thomas George                                                                                        | 6.30,86 |
| Fyra utan styrman (M4−)  | Storbritannien William Stewart Sam Nunn David Ambler Freddie Davidson                                                                              | 5.48,29 | Australien Alexander Purnell Spencer Turrin Jack Hargreaves Joseph O'Brien                                                                                    | 5.50,48 | Nederländerna Ralf Rienks Ruben Knab Sander de Graaf Rik Rienks                                                                           | 5.51,85 |
| Åtta med styrman (M8+)   | Storbritannien Rory Gibbs Morgan Bolding David Bewicke-Copley Sholto Carnegie Charles Elwes Thomas Digby James Rudkin Thomas Ford Harry Brightmore | 5.24,41 | Nederländerna Niki van Sprang Leonard van Lierop Abe Wiersma Jacob van de Kerkhof Michiel Mantel Mick Makker Guus Mollee Guillaume Krommenhoek Dieuwke Fetter | 5.25,52 | Australien Rohan Lavery Nicholas Lavery Henry Youl Ben Canham Angus Widdicombe Sam Hardy William O'Shannessy Jackson Kench Kendall Brodie | 5.27,72 |
| Lättvikt                 | |         | |         | |         |
| Singelsculler (LM1x)     | Gabriel Soares Italien | 7.03,40 | Antonios Papakonstantinou Grekland | 7.05,42 | Rajko Hrvat Slovenien | 7.08,66 |
| Dubbelsculler (LM2x)     | Irland Fintan McCarthy Paul O'Donovan | 6.16,46 | Italien Pietro Ruta Stefano Oppo | 6.19,11 | Ukraina Stanislav Kovalov Ihor Chmara | 6.19,53 |
| Scullerfyra (LM4x)       | Italien Antonio Vicino Alessandro Benzoni Niels Torre Patrick Rocek                                                                                | 5.56,66 | Kina Sun Man Chen Sensen Jiang Xuke Ma Yule | 5.59,27 | Tyskland Johannes Ursprung Simon Klüter Fabio Kress Joachim Agne                                                                          | 5.59,47 |
| Tvåa utan styrman (LM2−) | Italien Alessandro Durante Giovanni Ficarra | 6.47,69 | Ungern Bence Szabó Kálmán Furkó | 6.51,49 | Tjeckien Jiří Kopáč Milan Viktora | 6.51,64 |

### Damer
Icke olympisk klass
| Gren                     | Guld | Guld    | Silver | Silver                                     | Brons | Brons                                      |
| Singelsculler (W1x)      | Karolien Florijn Nederländerna | 7.31,66 | Emma Twigg Nya Zeeland | 7.34,03                                    | Tara Rigney Australien | 7.36,96                                    |
| Dubbelsculler (W2x)      | Rumänien Nicoleta-Ancuța Bodnar Simona Radiș | 6.47,77 | Nederländerna Roos de Jong Laila Youssifou | 6.51,02                                    | Irland Sanita Pušpure Zoe Hyde | 6.52,81                                    |
| Scullerfyra (W4x)        | Kina Chen Yunxia Zhang Ling Lü Yang Cui Xiaotong | 6.17,49 | Nederländerna Nika Johanna Vos Tessa Dullemans Ilse Kolkman Bente Paulis                                                                                       | 6.18,68                                    | Storbritannien Jessica Leyden Lola Anderson Georgina Brayshaw Lucy Glover                                                                           | 6.21,05                                    |
| Tvåa utan styrman (W2−)  | Nya Zeeland Grace Prendergast Kerri Williams | 7.03,76 | Nederländerna Ymkje Clevering Veronique Meester | 7.06,02                                    | USA Madeleine Wanamaker Claire Collins | 7.08,03                                    |
| Fyra utan styrman (W4−)  | Storbritannien Heidi Long Rowan McKellar Samantha Redgrave Rebecca Shorten                                                                                       | 6.26,40 | Nederländerna Marloes Oldenburg Benthe Boonstra Hermine Catherine Drenth Tinka Offereins                                                                       | 6.28,62                                    | Australien Lucy Stephan Katrina Werry Bronwyn Cox Annabelle McIntyre                                                                                | 6.29,29                                    |
| Åtta med styrman (W8+)   | Rumänien Maria-Magdalena Rusu Iuliana Buhuș Adriana Ailincăi Maria Tivodariu Mădălina Bereș Amalia Bereș Ioana Vrînceanu Simona Radiș Victoria-Stefania Petreanu | 6.01,14 | Nederländerna Benthe Boonstra Laila Youssifou Hermine Drenth Marloes Oldenburg Roos de Jong Tinka Offereins Ymkje Clevering Veronique Meester Aniek van Veenen | 6.05,04                                    | Kanada Jessica Sevick Gabrielle Smith Morgan Rosts Kirsten Edwards Alexis Cronk Kasia Gruchalla-Wesierski Avalon Wasteneys Sydney Payne Kristen Kit | 6.07,51                                    |
| Lättvikt                 | |         | |                                            | |                                            |
| Singelsculler (LW1x)     | Ionela-Livia Cozmiuc Rumänien | 7.42,59 | Martine Veldhuis Nederländerna | 7.44,48                                    | Jackie Kiddle Nya Zeeland | 7.44,98                                    |
| Dubbelsculler (LW2x)     | Storbritannien Emily Craig Imogen Grant | 6.54,78 | USA Mary Reckford Michelle Sechser | 6.57,92                                    | Irland Aoife Casey Margaret Cremen | 7.00,62                                    |
| Scullerfyra (LW4x)       | Italien Ilaria Corazza Giulia Mignemi Silvia Crosio Arianna Noseda                                                                                               | 6.38,14 | Endast två startande båtar och en medaljör | Endast två startande båtar och en medaljör | Endast två startande båtar och en medaljör | Endast två startande båtar och en medaljör |
| Tvåa utan styrman (LW2−) | Italien Maria Zerboni Samantha Premerl | 7.38,19 | USA Solveig Imsdahl Elaine Tierney | 7.43,84                                    | Tyskland Sophia Wolf Eva Hohoff | 7.54,97                                    |

### Pararodd
Icke paralympisk klass
| Gren                            | Guld | Guld     | Silver                                                                        | Silver   | Brons                                                                                | Brons          |
| Herrar                          | |          |                                                                               |          |                                                                                      |                |
| PR1 singelsculler (PR1M1x)      | Roman Poljanskyj Ukraina                                                                                | 9.03,74  | Giacomo Perini Italien                                                        | 9.08,12  | Benjamin Pritchard Storbritannien                                                    | 9.11,90        |
| PR2 singelsculler (PR2M1x)      | Corné de Koning Nederländerna                                                                           | 8.52,37  | Gian Filippo Mirabile Italien                                                 | 9.03,33  | Paul Umbach Tyskland                                                                 | 9.21,12        |
| PR3 tvåa utan styrman (PR3M2−)  | Storbritannien Oliver Stanhope Edward Fuller                                                            | 6.53,68  | Australien Nicholas Neales James Talbot                                       | 7.21,02  | Ukraina Andrij Syvych Dmytro Herez                                                   | 7.29,07        |
| Damer                           | |          |                                                                               |          |                                                                                      |                |
| PR1 singelsculler (PR1W1x)      | Birgit Skarstein Norge                                                                                  | 10.07,58 | Nathalie Benoit Frankrike                                                     | 10.13,10 | Anna Sjeremet Ukraina                                                                | 10.17,45       |
| PR2 singelsculler (PR2W1x)      | Katie O'Brien Irland                                                                                    | 9.25,23  | Kathryn Ross Australien                                                       | 9.35,35  | Anna Ajsanova Ukraina                                                                | 10.09,24       |
| PR3 tvåa utan styrman (PR3W2−)  | Storbritannien Francesca Allen Giedrė Rakauskaitė                                                       | 7.50,89  | Australien Alex Vuillermin Alexandra Viney                                    | 8.03,02  | Ingen medaljör                                                                       | Ingen medaljör |
| Mix                             | |          |                                                                               |          |                                                                                      |                |
| PR2 dubbelsculler (PR2Mix2x)    | Ukraina Svitlana Bohuslavska Jaroslav Kojuda                                                            | 8.24,47  | Polen Jolanta Majka Michał Gadowski                                           | 8.26,95  | Frankrike Perle Bouge Stéphane Tardieu                                               | 8.28,81        |
| PR3 dubbelsculler (PR3Mix2x)    | Frankrike Elur Alberdi Laurent Cadot                                                                    | 7.35,04  | Brasilien Diana Barcelos de Oliveira Valdeni da Silva Junior                  | 7.37,16  | Ukraina Darija Kotyk Stanislav Samoljuk                                              | 7.37,18        |
| PR3 fyra med styrman (PR3Mix4+) | Storbritannien Francesca Allen Giedrė Rakauskaitė Edward Fuller Oliver Stanhope Morgan Baynham-Williams | 6.48,34  | Tyskland Susanne Lackner Jan Helmich Marc Lembeck Kathrin Marchand Inga Thöne | 7.06,94  | Frankrike Erika Sauzeau Margot Boulet Rémy Taranto Laurent Cadot Émilie Acquistapace | 7.11,41        |

### Medaljtabell
*   Värdland ( Tjeckien)
| Nr                   | Nation               | Guld | Silver | Brons | Totalt |
| -------------------- | -------------------- | ---- | ------ | ----- | ------ |
| 1                    | Storbritannien       | 7    | 1      | 4     | 12     |
| 2                    | Italien              | 5    | 3      | 1     | 9      |
| 3                    | Rumänien             | 4    | 0      | 0     | 4      |
| 4                    | Nederländerna        | 2    | 8      | 1     | 11     |
| 5                    | Frankrike            | 2    | 1      | 2     | 5      |
| 6                    | Ukraina              | 2    | 0      | 5     | 7      |
| 7                    | Irland               | 2    | 0      | 2     | 4      |
| 8                    | Tyskland             | 1    | 1      | 3     | 5      |
| 9                    | Nya Zeeland          | 1    | 1      | 1     | 3      |
| 10                   | Kina                 | 1    | 1      | 0     | 2      |
| 10                   | Polen                | 1    | 1      | 0     | 2      |
| 12                   | Norge                | 1    | 0      | 0     | 1      |
| 13                   | Australien           | 0    | 4      | 4     | 8      |
| 14                   | USA                  | 0    | 2      | 1     | 3      |
| 15                   | Spanien              | 0    | 2      | 0     | 2      |
| 16                   | Brasilien            | 0    | 1      | 0     | 1      |
| 16                   | Grekland             | 0    | 1      | 0     | 1      |
| 16                   | Ungern               | 0    | 1      | 0     | 1      |
| 19                   | Kanada               | 0    | 0      | 1     | 1      |
| 19                   | Slovenien            | 0    | 0      | 1     | 1      |
| 19                   | Tjeckien*            | 0    | 0      | 1     | 1      |
| Totalt (21 nationer) | Totalt (21 nationer) | 29   | 28     | 27    | 84     |